# Comé
Comé este un oraș din departamentul Mono, Benin.